# Sirona
Nella mitologia celtica Sirona era una dea delle guarigioni. Era associata con le acque termali. I suoi attributi erano i lupi e i bambini. A volte era raffigurata assieme ad Apollo Grannos o ad Apollo Borvo. Era particolarmente adorata presso la tribù gallica dei Treviri.

## Fonti epigrafiche
Il nome della dea è scritto nelle varie forme Sirona, Đirona, Thirona  indicando qualche difficoltà nel rendere il suono iniziale nell'alfabeto latino. La lettera Đ è il Tau Gallicum, una lettera usata nelle iscrizioni galliche per rendere il suono st- o ts- . 

## Etimologia
Il teonimo Sirona è composto dalla radice gallica *ster-, "astro", stella" e dal suffisso accrescitivo -on, "grande" spesso associato a nomi di divinità (Epona, Dea Matrona, Maponos).

## Attestazioni

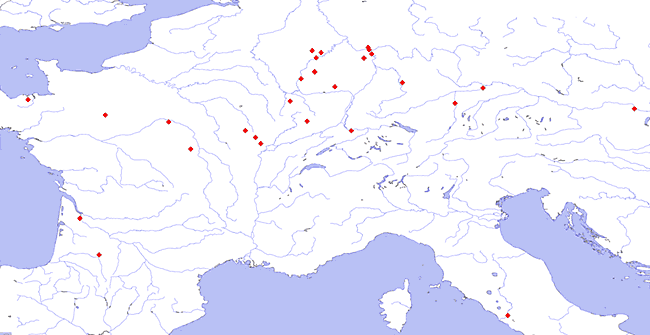
Diffusione delle iscrizioni e delle rappresentazioni artistiche della dea Sirona

La diffusione del culto di Sirona è attestata da fonti epigrafiche (iscrizioni) e da rappresentazioni artistiche (sculture, statue). Era venerata principalmente nella Gallia centro-orientale e lungo il limes danubiano. Alcuni siti sono stati scoperti anche in Aquitania, Bretagna e uno in Italia.